# Apiloscatopse subgracilis
Apiloscatopse subgracilis är en tvåvingeart som beskrevs av Haenni och Greve 1995. Apiloscatopse subgracilis ingår i släktet Apiloscatopse och familjen dyngmyggor.
Artens utbredningsområde är Norge. Inga underarter finns listade i Catalogue of Life.